# Requiem (Claver Gold)
Requiem è il settimo album in studio del rapper italiano Claver Gold, pubblicato il 30 novembre 2017 con distribuzione Glory Hole Records. L'album ha debuttato alla 59ª posizione della classifica FIMI, sezione Top album.

## Tracce
Testi di Daycol Orsini, eccetto dove indicato.
1. Dies Irae (feat. Murubutu) – 1:27 (testo: Alessio Mariani – musica: West)
2. Ballo coi Lupi – 3:36 (musica: Kuma)
3. La Notte delle Streghe – 3:54 (musica: West)
4. Ricordati di Ricordare – 3:08 (musica: West)
5. Dejavù Senza Fiato (feat. Fabri Fibra) – 3:23 (testo: Daycol Orsini, Fabrizio Tarducci – musica: West, Dr. Testo)
6. Requiem 55 – 4:44 (musica: West)
7. Quando Sei con Lui – 3:28 (musica: James Logan)
8. Notte di Vino (feat. Davide Shorty) – 3:26 (testo: Daycol Orsini, Davide Sciortino – musica: West)
9. Uno Come Me (feat. Stephkill) – 3:42 (testo: Daycol Orsini, Stefano Cossetti – musica: Hybrido)
10. Un Motivo (feat. Egreen) – 3:52 (testo: Daycol Orsini, Nicholas Fantini – musica: West)
11. Non c'è Show (feat. Lord Bean, scratch DJ T-Robb) – 3:44 (testo: Daycol Orsini, Luca Barcellona – musica: Lil' Thug)
12. Prima di Decidere (feat. Ghemon) – 4:44 (testo: Daycol Orsini, Giovanni Luca Picariello – musica: KD One)
13. Libertà (feat. TMHH) – 4:19 (testo: Daycol Orsini, Michele Venanzoni – musica: KD One)
14. Il Meglio di Me (feat. Rancore) – 3:15 (testo: Daycol Orsini, Tarek Iurcich – musica: West)
15. Luca – 4:07 (musica: West e Daniele Inox)
16. Carpa Koi – 2:56 (musica: Kintsugi)
17. Outro (scratch DJ T-Robb) – 1:54 (musica: West)

## Formazione

### Musicisti
- Claver Gold - voce (eccetto tracce 1 e 17)
- Murubutu - voce aggiuntiva (traccia 1)
- Fabri Fibra - voce aggiuntiva (traccia 5)
- Davide Shorty - voce aggiuntiva (traccia 8)
- Stephkill - voce aggiuntiva (traccia 9)
- Egreen - voce aggiuntiva (traccia 10)
- Lord Bean - voce aggiuntiva (traccia 11)
- DJ T-Robb - scratch (traccia 11 e 17)
- Ghemon - voce aggiuntiva (traccia 12)
- TMHH - voce aggiuntiva (traccia 13)
- Rancore - voce aggiuntiva (traccia 14)

### Produzione
- West - produzione (tracce 1, 3, 4, 5, 6, 8, 10, 14, 17)
- Kuma - produzione (traccia 2)
- Dr. Testo - produzione (traccia 5)
- James Logan - produzione (traccia 7)
- Hybrido - produzione (traccia 9)
- Lil' Thug - produzione (traccia 11)
- KD One - produzione (tracce 12 e 13)
- Daniele Inox - produzione (traccia 15)
- Kintsugi - produzione (traccia 16)

## Classifiche
| Classifica (2017) | Posizione massima |
| ----------------- | ----------------- |
| Italia            | 59                |

## Curiosità
- La strofa in latino recitata da Murubutu nella prima traccia dell'album è tratta dal Libro di Sofonia 1, versetti 15-16.[3]